# Mine (Slayyyter)
Mine è un singolo della cantante statunitense Slayyyter, pubblicato il 14 febbraio 2019. Tale singolo sarà poi contenuto nel mixtape Slayyyter.

## Video musicale
Il videoclip della canzone è stato reso disponibile il 24 giugno 2019.

## Tracce
1. Mine – 2:39 (testo: Camm Davidson, Ethan Budnick, Catherine Slater)